# 熱帶風暴山竹 (2013年)
熱帶風暴山竹（英語：Tropical Storm Mangkhut，國際編號：1310，聯合颱風警報中心：WP102013，菲律賓大氣地球物理和天文管理局：Kiko）為2013年太平洋颱風季第十個被命名的風暴。「山竹」（มังคุด）一名由泰國提供，是一種水果。此名字為首次使用，替代在2006年嚴重影響菲律賓及越南，由於造成了廣泛的破壞菲律賓而被退役的颱風榴槤。

## 發展過程
2013年7月31日，一個熱帶擾動在關島東南部海面上生成。聯合颱風警報中心給予擾動編號94W，並於下午2時對其在24小時內形成為熱帶氣旋的機會給予「低」的評級。
8月1日上午6時30分，聯合颱風警報中心取消評級。下午8時，日本氣象廳表示一個低壓區在上述海域形成。
8月2日下午2時，聯合颱風警報中心再度對其在24小時內形成為熱帶氣旋的機會給予「低」的評級。
8月3日上午2時，日本氣象廳將其升格为热带低气压。下午8時，日本氣象廳將其降格為低壓區。
8月4日下午2時，聯合颱風警報中心將發展機率升級為「中」。
8月5日上午10时25分，日本气象厅再度将其升格为热带低气压，并发布烈风警报。上午11时40分，中央气象台升格为热带低气压，香港天文台亦表示“南海南部的气压颇低，一个热带低气压似乎在形成中”，並於下午4時升格其為熱帶低氣壓。下午5时，联合台风警报中心发布热带气旋形成警报。
8月6日上午5時，聯合颱風警報中心將發展機率升級為「高」,並將其升格為熱帶低氣壓，並給予編號10W。上午10時，中央氣象台升格為熱帶風暴。下午9時15分，日本氣象廳將其升格為熱帶風暴，並命名為山竹。下午11時，聯合颱風警報中心將其升格為熱帶風暴。
8月7日下午10時，山竹在越南清化省靜嘉縣附近沿海登陸。
8月8日上午5時，聯合颱風警報中心將其降格為熱帶低氣壓，並發出最後的警報。上午8時50分，日本氣象廳將其降格為熱帶低氣壓。

## 影響

### 菲律賓
8月5日下午5時，菲律賓大氣地球物理和天文管理局將已進入責任範圍的低壓區升格為熱帶低氣壓，並發佈第一報熱帶氣旋資訊，命名為Kiko。
8月6日上午5時，山竹離開菲律賓氣象部門責任範圍，發佈最後一報熱帶氣旋資訊。

### 中国大陆
當地最高熱帶氣旋警告信號： 颱風藍色預警信號
8月6日上午10時，中央氣象台發佈颱風藍色預警信號。
8月8日上午6時，中央氣象台解除颱風藍色預警信號。

#### 廣西
全省最高熱帶氣旋警告信號： 颱風藍色預警信號
8月6日上午11時50分，广西壮族自治区氣象台發佈颱風藍色預警信號。

## 熱帶氣旋信號使用記錄

### 中华人民共和国
| 中央氣象台 颱風預警信號 | 中央氣象台 颱風預警信號 | 中央氣象台 颱風預警信號 |
| ----------------------- | ----------------------- | ----------------------- |
| 上一熱帶氣旋            | 颱風藍色預警信號        | 下一熱帶氣旋            |
| 強熱帶風暴飛燕          | 颱風藍色預警信號        | 超強颱風尤特            |

## 外部連結
- （日語）http://www.jma.go.jp/ （页面存档备份，存于） 日本氣象廳首頁
- （英文）http://www.usno.navy.mil/JTWC/ （页面存档备份，存于） 聯合颱風警報中心首頁
- （简体中文）https://web.archive.org/web/20120928121548/http://www.nmc.gov.cn/ 中央氣象台首頁
- （繁體中文）http://www.cwb.gov.tw/ （页面存档备份，存于） 中央氣象局首頁
- （繁體中文）http://www.hko.gov.hk/ （页面存档备份，存于） 香港天文台首頁
- （繁體中文）http://www.smg.gov.mo/ （页面存档备份，存于） 澳門地球物理暨氣象局首頁
- （越南文）http://www.nchmf.gov.vn/ （页面存档备份，存于） 中央水文氣象預報中心首頁